# بئر بروطة
بئر بَرُّوطَة، أو كما تُسمى محليا بالدارجة التونسية «بير برّوطة»، (بالفرنسية: Bir Barrouta)، هو معلم أثري تاريخي تونسي يقع في المدينة العتيقة في محافظة القيروان، وسط البلاد، يحتوي على جمل يرتدي أوشحة براقة يسحب الماء من أعماق هذا البئر الذي يعود تأسيسه إلى القرن الثامن ميلادي.

## نبذة تاريخية
يِعتبر بئر بروطة واحدا من أقدم الآبار في مدينة القيروان، وتدور حوله أسطورة معروفة بين كافة التونسيين، فهو وفقاً لاعتقاد شعبي قديم، متصل بالبئر المقدس في مكة «زمزم»، ووفق أسطورة أخرى، فلقد فقد شخص يوما ما خاتمه في بئر زمزم ووجده لاحقا في هذا المكان. تم حفر البئر في العام 180 هجري (الموافق لعام 796 ميلادي) من قبل الأمير العباسي في افريقية، هرثمة بن أعين، لكن تم إعادة بناؤه في سنة 1690 ميلادي بإذن من محمد باي المرادي، باي تونس الخامس.

## مكوناته
يقع هذا المعلم، الذي يبلغ ارتفاعه ثلاثة عشر متراً وطوله 18.5 متراً وعرضه 13.5 متراً، في قلب المدينة العتيقة لمحافظة القيروان. من الخارج، يفتح هذا الصّرح على الشارع من خلال محورين يحتويان على حوض للشرب فوقهما يتم وضع صنابير رخامية. للواجهة لوحة تذكارية من الرخام الأبيض تحمل قصيدة بأحرف النسخ التي تحتفل بتشييد المبنى ويرجع تاريخها إلى عام 1690 ميلادي. يتكون الجزء الداخلي من غرفة، يمكن الوصول إليها عن طريق درج، ذات مخطط شبه مربع، وجدرانها منحوتة بأقواس على شكل حدوة حصان ترتكز على أرصفة. تعلوه قبة على جذوع زوايا متصلة بنموذج شبيه بقباب القيروان ولوحة محفورة من الجبس تشهد على اسم باني هذا البئر التاريخي محمد الزقراوي.
في الغرفة، يوجد ناعور مدفوع بجمل يزود البئر بالماء. تتكون هذه الآلة من عجلتين خشبيتين مكدستين وتحتفظ الشعيرات الصلبة بالمحور الحديدي المثبت لجدارين موجودين على كلا الجانبين. توجد أيضا الدلاء، التي تجمع الماء من أسفل البئر على قضبان تربط العجلتين. في الطابق الأرضي، يسمح نظام مصمم بطريقة ذكية باستعادة وإعادة استخدام المياه التي فقدتها الدلاء.
يعتبر بئر بروطة واحد من العديد من الهياكل الهيدروليكية التي تزود محافظة القيروان بالماء. ومن أجل مواجهة النقص في المياه الناجم عن المناخ شبه القاحل للمدينة والمكمل للعديد من الأحواض والصهاريج التي تستعيد مياه الأمطار، اكتسبت المدينة أيضاً، على مر تاريخها، منشآت هيدروليكية تسمح باستغلال منسوب المياه بشكل جيد.